# Coelorinchus divergens
Coelorinchus divergens es una especie de pez de la familia Macrouridae en el orden de los Gadiformes.

## Hábitat
Es un pez de aguas profundas que vive hasta 1000 m de profundidad.

## Distribución geográfica
Se encuentra en Okinawa.